# Linda Ghisoni
Linda Ghisoni (* 1965 in Cortemaggiore, Italien) ist eine italienische Theologin, Kirchenrechtlerin und römisch-katholische Kurienbeamtin.

## Leben
Linda Ghisoni studierte Katholische Theologie an der Eberhard Karls Universität Tübingen und wurde 1999 an der Päpstlichen Universität Gregoriana im Fach Kanonisches Recht promoviert. Sie erwarb 2002 die Zulassung als Anwältin an der Römischen Rota und war in verschiedenen Funktionen an den Gerichten der Kurie tätig. Von 2003 bis 2009 war sie Ehebandverteidigerin an der Rota. Von 2013 bis 2016 war sie Mitarbeiterin des Päpstlichen Rates für die Laien und anschließend Dozentin für Kanonisches Recht an der Gregoriana und der Universität Rom III.
Papst Franziskus ernannte sie am 7. November 2017 zur Untersekretärin im Dikasterium für Laien, Familie und Leben mit der Zuständigkeit für den Bereich Laien. Am 21. April 2018 ernannte sie der Papst zur Konsultorin der Kongregation für die Glaubenslehre.
Linda Ghisoni ist verheiratet und Mutter zweier Kinder.